# رود پانداروآن
رود پانداروآن (مالایی: Sungai Pandaruan) یک رودخانه در استان تمبورونگ کشور برونئی هم مرز با کشور مالزی است.